# مشتملات

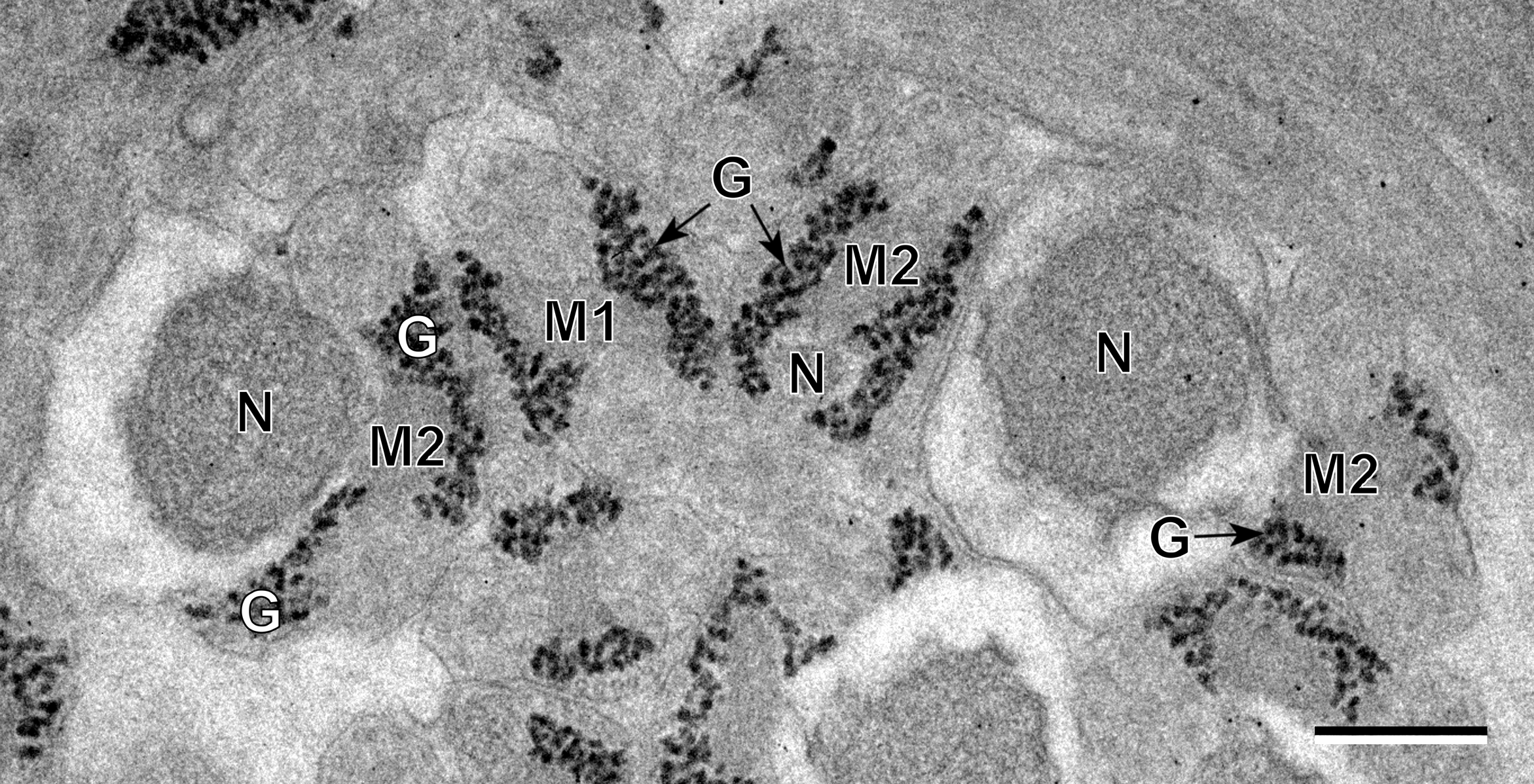

المُشْتَمَلاَت أو عضيات الخلية هي جُسَيْمَات، موجودة في الخلايا، تحوي مواد كيميائية. من بين المشتملات: جسيمات تحوي المواد المغذية المخزنة (حبيبات السكر في خلايا الكبد والعضلات، الفجوات الحاوية للماء في الخلايا...) وحبيبات المواد المُفْرَزَة والحبيبات الصِبَاغِيّة.
وهذه الجُسَيْمَات لا تحتوي على غشاء خلية, وأهمها الجلايكوجين، الدهون, البلورات (الكريستال), الصبغات.(1,2,3)
الجلايكوجين:
هو الصيغة التي يخزن بها السكر (الجلوكوز) في الخلايا الحيوانية ويتركز في خلايا الكبد والعضلات، وهو مصدر مهم للطاقة حيث يتكسر عادة في حالة الجوع والصوم تحت تأثير هرمون الجلوكاجون ويعطي السكر (الجلوكوز)اللازم للطاقة، ويظهر الجلوكاجون تحت المجهر الإلكتروني كناقيد أو على هيئة وردة أو شكل بيتا، وتشبه الريبوزومات في الشكل، ويوجد بقرب الشبكة الإندوبلازمية الملساء أو الناعمة.(1,2)
الدهون:
تخزن الدهون في الخلايا الدهنية على هيئة دهون ثلاثية الجليسريدات داخل مشتملات أو انغمادات الخلية، وأيضا يُخَزَنْ الدهن على هيئة قطرات دهنية حرارية في الخلايا المختلفة وخصوصا خلايا الكبد، وتعطي الدهون طاقة حرارية أكبر من ضعفي الطاقة الناتجة من طاقة الكربوهيدرات.(1,2)
البلورات (الكريستال):
تم اعتبار البلورات (الكريستال) مكونات طبيبعة لمشتملات الخلايامثل الموجودة في خلايا (ليدج) وخلايا (سيرتولاي) في الخصية، وأحيانا داخل الخلايا الأكولة (المايكروفاج) (2), ويعتقد أنها بروتينات بلورية توجد في كل مكان داخل الخلية.(1,2)
الصبغات:
وتنقسم إلى صبغات
1- صبغات داخلية طبيعة: ويتم تصنيع هذه الصبغات داخل الجسم مثل (الهيموجلوبين، هيموسيدرين, بليروبين (العصارة الصفراء), ليبوفوكسين) (3)وأهمها صبغة الميلانين التي توجد بوفرة في خلايا الشعر والجلد والمسؤولة عن لون البشرة والشعر، وتوجد أيضا في شبكية العين وفي خلايا الدوبامين داخل المادة السوداء في الدماغ.(1)
2- صبغات خارجية:وهي الصبغات التي لايصنعها الجسم ويتحصل عليها من خارج الجسم مثل الكروتين أو الجزرين.(3)